# Липпман, Уолтер
Уолтер Липпман (англ. Walter Lippmann; 23 сентября 1889, Нью-Йорк — 14 декабря 1974, Нью-Йорк) — американский писатель, журналист, политический обозреватель, автор оригинальной концепции общественного мнения. Двукратный лауреат Пулитцеровской премии (в 1958 и 1962 годах).

## Биография
Родился в Нью-Йорке в 1889 году, во втором поколении еврейских эмигрантов из Германии, в состоятельной семье (Якова и Дейзи), часто путешествовавшей в Европу.
В возрасте 17 лет поступил в Гарвардский университет, где изучал языки (свободно владел французским и немецким) и философию под руководством Уильяма Джемса, Джорджа Сантаяны, и других. Уже к 20 годам Уолтер Липпман сумел получить учёную степень, однако отказался от академической карьеры (а для неё у него был интеллект, расположение профессоров, поддержка университета), предпочтя независимость принадлежности какой-либо академической группировке. В 1908 году стал одним из основателей социалистического кружка в Гарварде (в него входил, помимо прочих, Джон Рид), от членства в котором позднее отказался (в книге 1914 года «Drift and Mastery»).
Как политический обозреватель с 1911 года участвовал в предвыборной кампании, где поддерживал партию прогрессивистов во главе с Теодором Рузвельтом в выборах 1912 года. В 1913 году издал свою первую влиятельную публикацию «Введение в политику» (англ. A Preface to Politics), после которой стал сотрудником политического еженедельника Нью-Репаблик (англ. The New Republic). В 1916 году Липпман стал членом команды Вудро Вильсона и Демократической партии. В 1917 году Липпмана назначили помощником военного советника Вильсона, где ему пришлось тесно сотрудничать лично с Президентом во время разработки знаменитой речи, названной впоследствии по своему содержанию «Четырнадцать пунктов мирной программы» (Fourteen Points) и положений Версальского договора, в основе которого лежала та самая речь. Кроме того, в годы работы с Вильсоном он стал одним из делегатов Парижской мирной конференции, а также соавтором конвенции о создании Лиги Наций. Тогда ему было только 29 лет.
В 1920 году карьера Липпмана продолжилась во влиятельном издании Нью-Йорк Уорлд (англ. New York World), где с 1929 года он стал одним из редакторов. В период работы в Нью-Йорк Уорлд Липпман издал книги «Общественное мнение» (англ. Public Opinion) и «Призрак Общественности» (англ. Phantom Public), в которых изложил оригинальную трактовку феномена общественного мнения и проблематизировал возможность развития демократии в сложных современных обществах.
Имя У. Липпмана неразрывно связано с понятием «холодная война», которое впервые было высказано в 1947 году Бернардом Барухом и которое Липпман использовал в своей работе «The Cold War» (1947).

## Вклад в теорию
Уолтер Липпман известен в России, главным образом, своей концепцией общественного мнения, ставшей на Западе одной из классических, а также тем, что ввёл в широкий научный оборот понятие стереотипа.
Эпиграфом к книге «Общественное мнение» Липпман выбрал фрагмент из «Государства» Платона с описанием пещеры узников, которые вынуждены всю жизнь наблюдать только тени мира, но не сам мир: поскольку узники никогда не видели того кто и что отбрасывает тени, они не в состоянии и заподозрить существование чего-то более реального, чем тени.
Познавательные возможности человека ограничены: человек не может знать всё, быть абсолютно информированным, так как окружающая среда слишком сложное и изменчивое образование. Преодолевая разнообразие мира, человек систематизирует знание о нём в категории. Эти категории, — фикции, стереотипы, элементы псевдосреды, с помощью которых человек приспосабливается к своему окружению. Поведение человека есть реакция на стимулы псевдосреды.
Стереотипы объединяются в системы стереотипов, которые предстают в виде повседневных укладов, верований, учений, социальных институтов и т. д. И так вплоть до стереотипа, охватывающего все системы стереотипов и известного под названием «социальная реальность».
Мир, с которым мы вынуждены иметь дело как субъекты, остаётся за пределами достижимости: человек не бог озирающий единым взглядом всё сущее, а продукт эволюции, который только и может выхватить фрагмент реальности, достаточный, чтобы «выжить и в потоке времени поймать несколько моментов озарений и счастья».
Каждый человек в отдельности может хорошо знать лишь небольшой фрагмент реальности, быть специалистом или экспертом только по каким-то узким проблемам. А опросы общественного мнения включают в себя вопросы заведомо более широкого тематического спектра. Поэтому получается, что на какой-то вопрос продуманные и обоснованные ответы могут давать лишь немногие респонденты, компетентные именно в этой проблеме. (Если оставаться в рамках этой теории, хорошо разбираться в проблеме означает иметь более разветвлённую систему стереотипов, адекватную реальности настолько, насколько больше интерпретаций категории мышления стереотипы эксперта предусматривают. Причём иногда случается, что ограниченная компетентность в некоей ограниченной области приводит к гипертрофии привычки втискивать в узкие рамки стереотипа то, что в него может быть втиснуто, и отбрасывать то, что в него не помещается).
Критика опросного метода, становится для Липпмана отправной точкой, для разделения общественного мнения и Общественного Мнения c большой буквы (видимо, вслед за Руссо в «Об общественном договоре»).
Общественное мнение с маленькой буквы — это то знание об окружающем мире, которое касается самих людей или интересно им, вытекающее из поведения других людей или всего того, что называется общественными событиями (public affairs). В таких случаях люди используют распространенные среди других людей и заимствованные заготовки стереотипных схем, интерпретаций, морали и т. д., направляющих игру воображения и само видение событий.
Общественное Мнение с большой буквы — это образ реальности, в соответствии с которым действуют группы людей или индивиды, действующие от имени групп, например, государственные деятели. Начиная с этого разграничения, Липпман, уже как социолог и политолог, приступает к критике демократии, ранние теории которой наивно предполагают, что сами по себе общественные мнения максимизируют общественную полезность принимаемых политических решений. Отсюда, основная задача демократии сделать так, чтобы в современном ему обществе Общественное Мнение формировалось, влияло и учитывалось бы разумно и рационально, будь то сферы управления или политики.
Липпманн обсуждал вопросы международной политики по аналогии с финансовыми, в терминах кредитоспособности, анализируя разрыв между «наличными средствами» (мощью государства) и «долгами» (взятыми на себя обязательствами). С. Хантингтон назвал разрыв между мощью и обязательствами «зазором Липпмана».

## Работы

### Статьи
- «The Campaign Against Sweating». The New Republic, March 27, 1915.
- «What Program Shall the United States Stand for in International Relations?». Annals of the American Academy of Political and Social Science, Vol. 66, July 1916, pp. 60-70. JSTOR 1013427
- «The World Conflict in its Relation to American Democracy.» Annals of the American Academy of Political and Social Science, Vol. 72, July 1917, pp. 1-10. JSTOR 1013638
- «Democracy, Foreign Policy and the Split Personality of the Modern Statesman.» Annals of the American Academy of Political and Social Science, Vol. 102, July 1922, pp. 190—193. JSTOR 1014825
- «Today and Tomorrow.» Washington Post, February 12, 1942. Full text available.
- «A Talk With Mr. K.» November 10, 1958.
- «Nearing the Brink in Vietnam.» Newsweek, April 12, 1965, pp. 25-46.

### Рецензии на книги
- Review of The Intimate Papers of Colonel House by Charles Seymour. Foreign Affairs, Vol. 4, No. 3, April 1926. JSTOR 20028461 doi:10.2307/20028461

### Эссе
- «The Basic Problem of Democracy.» November 1919, pp. 616—627.

This essay later became the first chapter Liberty and the News.
- «Concerning Senator Borah.» Foreign Affairs, Vol. 4, No. 2, January 1926, pp. 211—222. JSTOR 20028440 doi:10.2307/20028440
- «Vested Rights and Nationalism in Latin-America.» Foreign Affairs, Vol. 5, No. 3, April 1927, pp. 353—363. JSTOR 20028538 doi:10.2307/20028538
- «Second Thoughts on Havana.» Foreign Affairs, Vol. 6, No. 4, July 1928, pp. 541—554. JSTOR 20028641 doi:10.2307/20028641
- «Church and State in Mexico: The American Mediation.» Foreign Affairs, Vol. 8, No. 2, January 1930. pp. 186—207. JSTOR 20030272 doi:10.2307/20030272
- «The London Naval Conference: An American View.» Foreign Affairs, Vol. 8, No. 4, July 1930, pp. 499—518. JSTOR 20030304 doi:10.2307/20030304
- «Ten Years: Retrospect and Prospect.» Foreign Affairs, Vol. 11, No. 1, October 1932, pp. 51-53. JSTOR 20030482 doi:10.2307/20030482
- «Self-Sufficiency: Some Random Reflections.» Foreign Affairs, Vol. 12, No. 2, January 1934, pp. 207—217. JSTOR 20030578 doi:10.2307/20030578
- «Britain and America: The Prospects of Political Cooperation in the Light of Their Paramount Interests.» Foreign Affairs, Vol. 13, No. 3, April 1936, pp. 363—372. JSTOR 20030675 doi:10.2307/20030675
- «Rough-Hew Them How We Will.» Foreign Affairs, Vol. 15, No. 4, July 1937, pp. 586—594. JSTOR 20028803 doi:10.2307/20028803
- «The Cold War.» Foreign Affairs, Vol. 65, No. 4, Spring 1987, pp. 869—884. JSTOR 20043099 doi:10.2307/20043099

### Отзывы
- «A Test of the News.» The New Republic, Vol. 23, No. 296, August 1920. 42 pages.

### Книги
- A Preface to Politics. Mitchell Kennerley, 1913. ISBN 1591022924. Audiobook available.
- Drift and Mastery. University of Wisconsin Press, 1914. ISBN 0299106047. Full text available.
- The Stakes of Diplomacy. New York: Henry Holt & Co., 1915.
- The Political Scene. New York: Henry Holt & Co., 1919.
- Liberty and the News. New York: Harcourt, Brace & Howe, 1920.
- Public Opinion. New York: Harcourt, Brace & Co., 1922. ISBN 0029191300. Audiobook available.
- The Phantom Public. Piscataway, NJ: Transaction Publishers, 1925. ISBN 1560006773
- Men of Destiny. New York: The Macmillan Company, 1927. ISBN 0295950269. Excerpts available.
- American Inquisitors. New York: The Macmillan Company, 1928.
- A Preface to Morals. London: George Allen & Unwin, 1929. ISBN 0878559078
- Interpretations, 1931—1932. New York: The Macmillan Company, 1932.
- The United States in World Affair, 1931. New York: Harper & Bros, 1932.
- The United States in World Affairs, 1932. New York: Harper & Bros, 1933.
- The Method of Freedom. New York: The Macmillan Company, 1934.
- Interpretations, 1933—1935. New York: The Macmillan Company, 1936.
- The Good Society. New York: Atlantic Monthly Press, 1937. ISBN 0765808048
- U.S. Foreign Policy: Shield of the Republic. Boston: Atlantic Monthly Press, 1943.
- U.S. War Aims. Boston: Atlantic Monthly Press, 1944. ISBN 978-0306707735
- The Cold War. New York: Harper & Row, 1947. ISBN 0061317233
- The Public Philosophy, with William O. Scroggs. New York: New American Library, 1955. ISBN 0887387918
- The Coming Tests With Russia. Boston: Atlantic Monthly Press, 1961. LCCN 61--14950

Переводы на русский
- Липпман У. Общественное мнение / пер. с англ. Барчунова Т.В.. — М.: Институт Фонда "Общественное мнение", 2004. — 384 с. — ISBN 5-93947-016-5.

- Липпман У. Публичная философия / пер. с англ. Мюрберг И.. — М.: Идея-Пресс, 2004. — 160 с. — ISBN 5-7333-0060-4.